# لیتو، لوسرن
شهر لیتو در بخش لوسرن در ایالت لوسرن در کشور سوئیس واقع شده‌است که ۱۶٬۱۰۰ نفر جمعیت دارد.

## نگارخانه

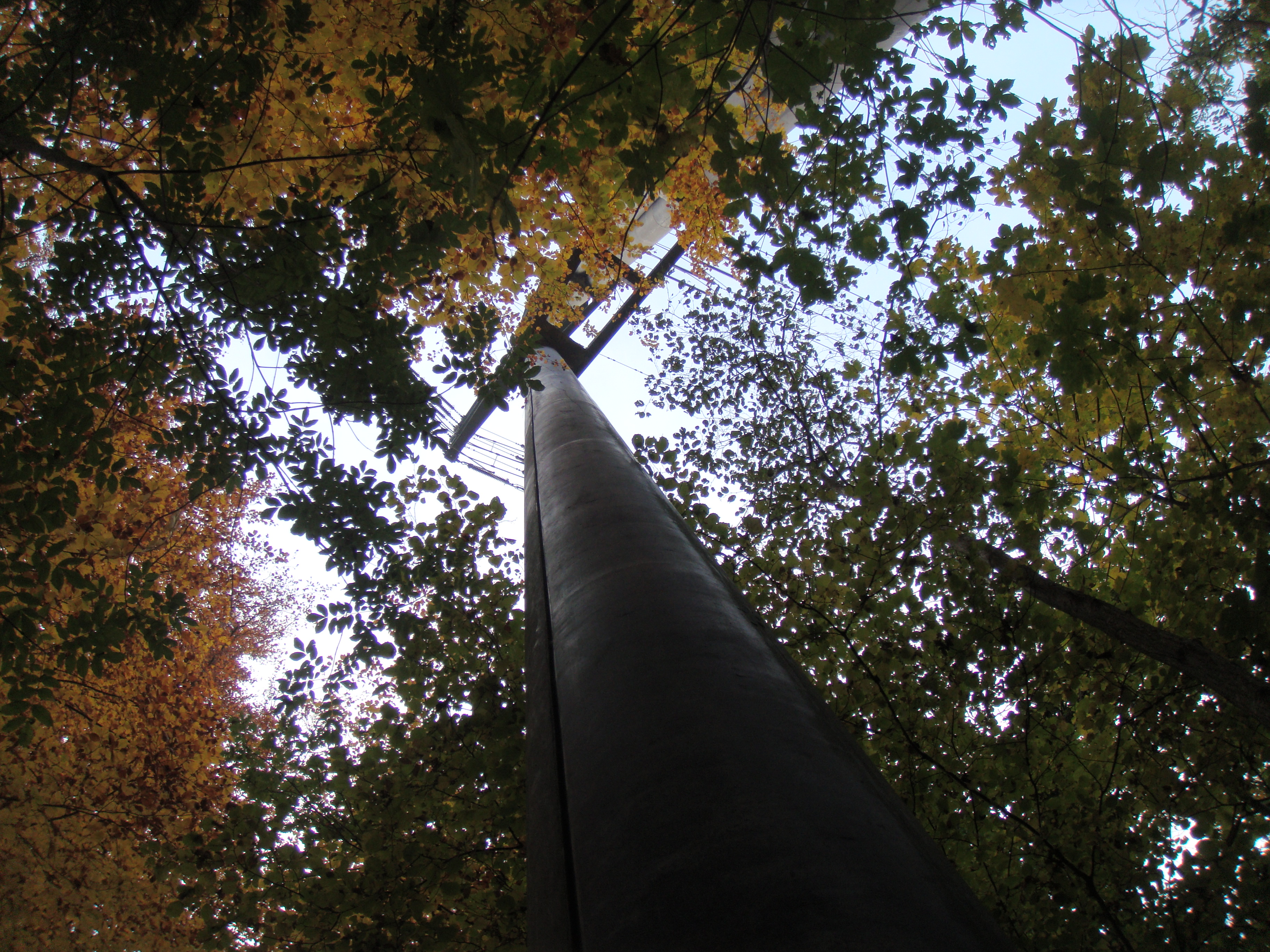
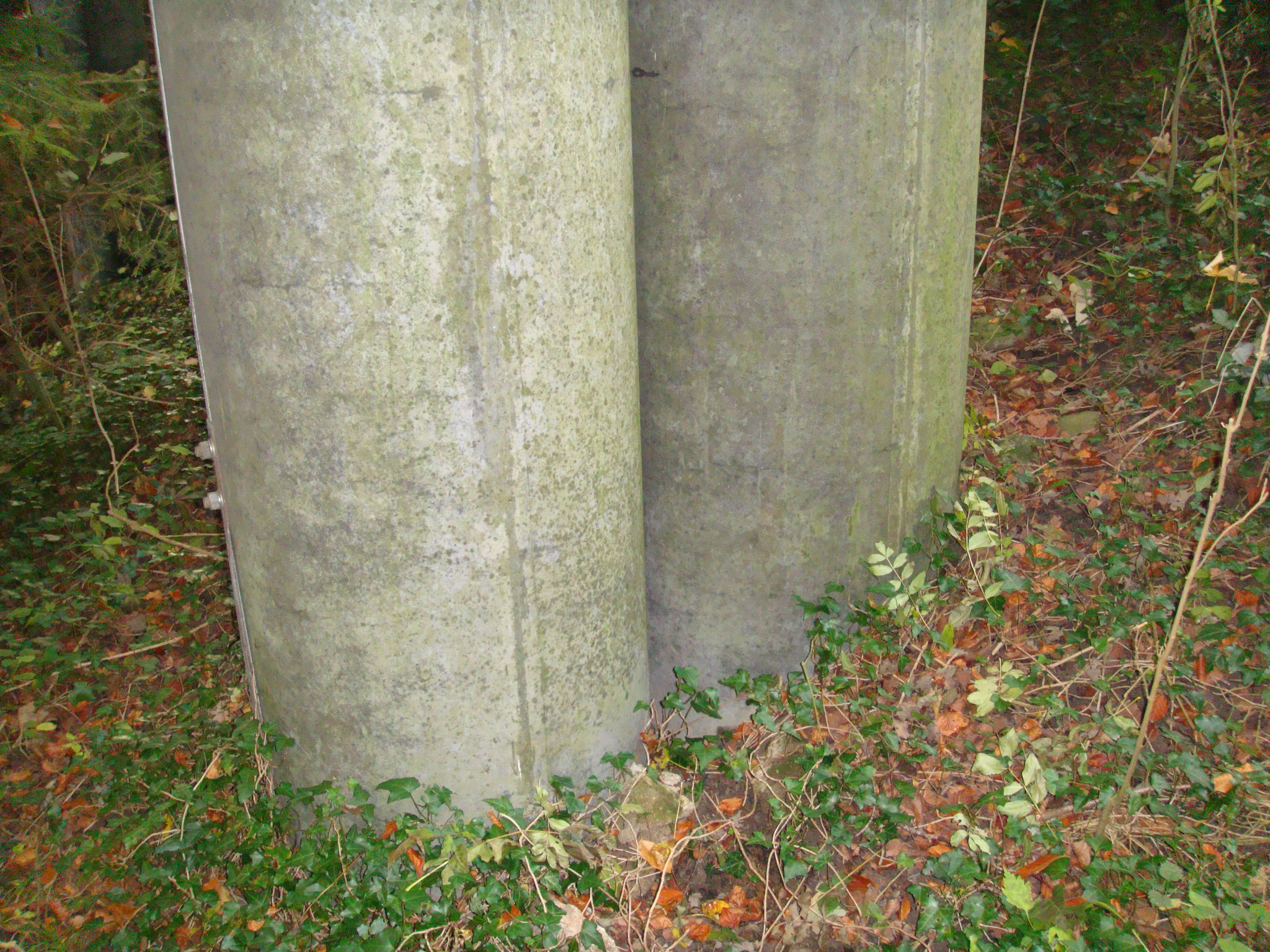
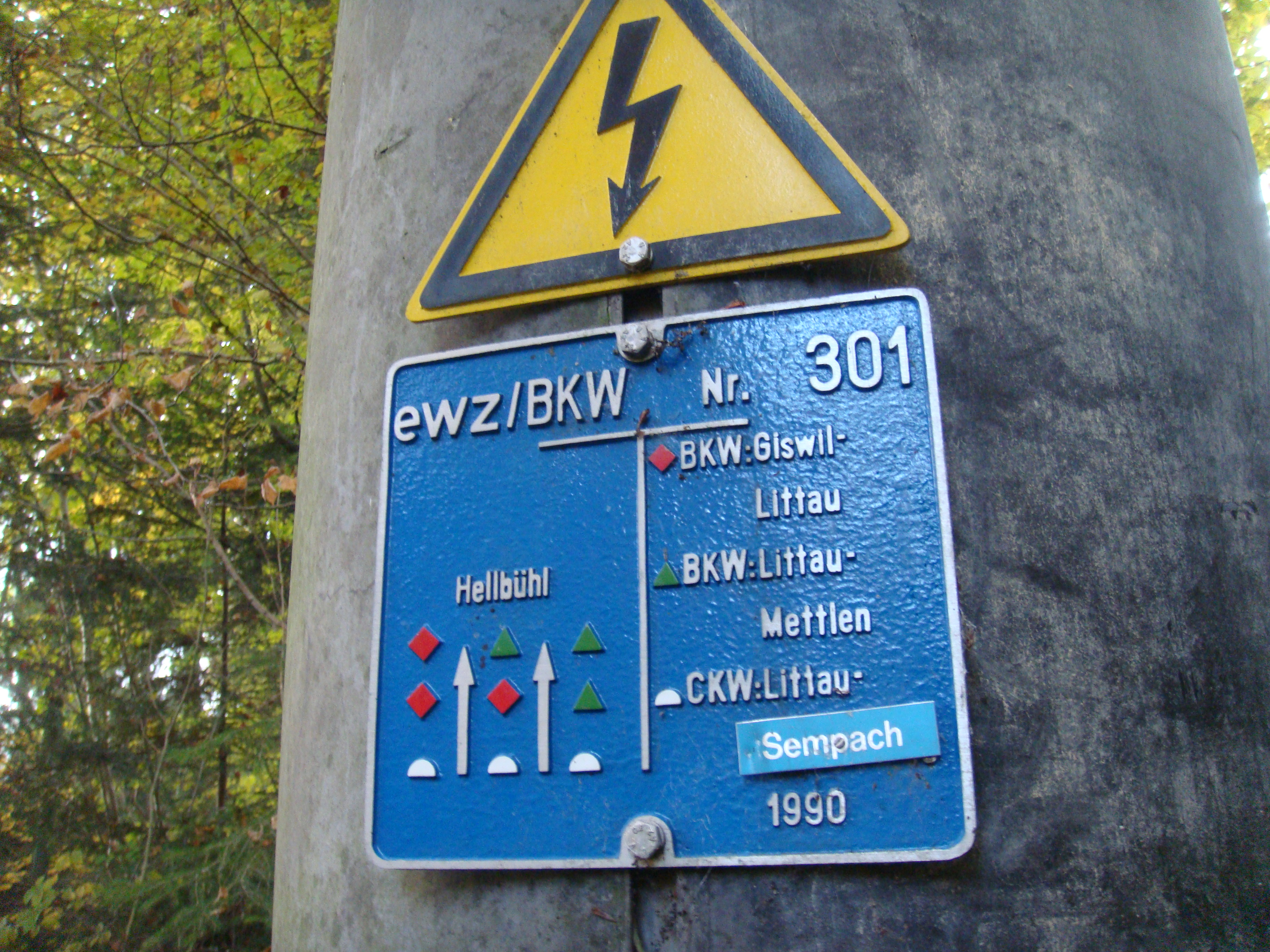